# Myelobia nigrostigmellus
Myelobia nigrostigmellus là một loài bướm đêm trong họ Crambidae.